# Studenec, Semily
Studenec là một làng thuộc huyện Semily, vùng Liberecký, Cộng hòa Séc.